# Beneil Dariush
Beneil Dariush (Hamadán, Irán; 6 de mayo de 1989) es un artista marcial mixto estadounidense que actualmente compite en la categoría de peso ligero de Ultimate Fighting Championship (UFC). Desde el 22 de julio de 2025, está en la posición #8 del ranking de peso ligero de UFC.

## Carrera en artes marciales mixtas

### Ultimate Fighting Championship
En enero de 2014, Dariush hizo su debut en el UFC el 15 de enero de 2014 en UFC Fight Night 35. Se planeó enfrentar a Jason High. Sin embargo, High fue forzado a salir de la pelea con apendicitis y fue reemplazado por el veterano Charlie Brenneman. Dariush ganó la pelea a través de la sumisión en el primer asalto.
Dariush regresó tres meses después, perdiendo ante Ramsey Nijem por TKO en el primer asalto el 11 de abril de 2014 en UFC Fight Night 39.
Se esperaba que Dariush se enfrentara a Tony Martin el 2 de agosto de 2014 en el UFC 176. Después de que el evento fue cancelado, la pelea fue reprogramada para el 23 de agosto en UFC Fight Night 49. Dariush ganó a través de la sumisión en el primer asalto.
Dariush hizo su debut en un PPV en UFC 179 el 25 de octubre de 2014, derrotando al invicto Carlos Diego Ferreira por decisión unánime.
Dariush ganó por sumisión a Daron Cruickshank en el segundo asalto el 14 de marzo de 2015 en UFC 185, ganando su primera Actuación de la Noche. La pelea tuvo lugar en un peso acordado de 157 libras. Como Cruickshank no pudo hacer el límite de peso ligero.
Dariush reemplazó Paul Felder por lesión y derrotó a Jim Miller por decisión el 18 de abril de 2015 en UFC on Fox 15.
Dariush enfrentó Michael Johnson el 8 de agosto de 2015 en UFC Fight Night 73. Dariush ganó la lucha vía decisión dividida polémica. Todos los principales medios de comunicación de MMA anotaron la pelea como una victoria por decisión de Johnson.
Se esperaba que Dariush se enfrentara a Mairbek Taisumov el 17 de enero de 2016 en UFC Fight Night 81. Sin embargo, Dariush se retiró de la lucha a principios de diciembre citando lesiones y fue reemplazado por Chris Wade.
Dariush enfrentó a Michael Chiesa el 16 de abril de 2016 en UFC on Fox 19. Dariush perdió la lucha a través de la sumisión en el segundo asalto.
Dariush enfrentó a James Vick el 4 de junio de 2016 en el UFC 199, reemplazando a un lesionado Evan Dunham. Dariush ganó la pelea a través de KO en el primer asalto.
Dariush enfrentó a Rashid Magomedov el 5 de noviembre de 2016 en The Ultimate Fighter Latin America 3 Finale. Ganó la pelea por decisión unánime.
Dariush se enfrentó a Edson Barboza el 11 de marzo de 2017 en UFC Fight Night 106. Perdió la pelea por KO tras un rodillazo volador en el segundo asalto.
Dariush peleó contra Evan Dunham el 7 de octubre de 2017 en UFC 216. La pelea terminó en un empate mayoritario, con un juez anotando el combate a favor de Dariush.
Se esperaba que Dariush se enfrentara a Bobby Green el 3 de marzo de 2018 en UFC 222. Sin embargo, el 14 de febrero de 2018, se anunció que Green se vio obligado a retirarse del evento, citando lesiones. Green fue reemplazado por Alexander Hernandez. Dariush perdió la pelea por nocaut en el primer asalto.
Se esperaba que Dariush se enfrentara a Chris Gruetzemacher el 10 de noviembre de 2018 en UFC Fight Night 139. Sin embargo, el 18 de octubre de 2018, se informó que Gruetzemacher se retiró del evento y fue reemplazado por Thiago Moisés. Ganó la pelea por decisión unánime.
Dariush se enfrentó a Drew Dober el 9 de marzo de 2019 en el UFC Fight Night 146. Ganó la pelea por sumisión en el segundo asalto. Además, recibió el premio a la Actuación de la Noche.

#### 2021
Una revancha con Carlos Diego Ferreira fue llevada a cabo el 6 de febrero de 2021, en UFC Fight Night 184. Ganó la pelea por decisión dividida. Esta pelea lo hizo merecedor de su primer premio de Pelea de la Noche.
Dariush enfrentó a Tony Ferguson el 15 de mayo de 2021, en UFC 262. Ganó la pelea por decisión unánime.

#### 2022
Dariush estaba programado para enfrentar a Islam Makhachev el 26 de febrero de 2022, en UFC Fight Night 202. Sin embargo, el 12 de febrero, se reportó que Dariush se retiró de la pelea por una lesión de tobillo.
Dariush enfrentó a Mateusz Gamrot el 22 de octubre de 2022, en UFC 280. Ganó la pelea por decisión unánime.

#### 2023
Dariush estaba programado para enfrentar a Charles Oliveira el 6 de mayo de 2023, en UFC 288. Sin embargo, Oliveira fue forzado a retirarse del evento por una lesión y la pelea fue reprogramada para el 10 de junio de 2023, en UFC 289. Perdió la pelea por TKO en el primer asalto.
Dariush enfrentó a Arman Tsarukyan el 2  de diciembre de 2023, en UFC on ESPN 52. Perdió la pelea por nocaut en el primer asalto.

## Campeonatos y logros

### Artes marciales mixtas
- Ultimate Fighting Championship
  - Actuación de la Noche (Cuatro veces) vs. Daron Cruickshank, Drew Dober, Frank Camacho y Drakkar Klose
  - Pelea de la Noche (Una vez) vs. Carlos Diego Ferreira
  - Empatado (con Gleison Tibau) por la mayor cantidad de victorias en la historia de la división de peso ligero de UFC (16)[47]
  - Remontada del Año 2020 en los UFC Honors vs. Drakkar Klose[48]
- MMAJunkie.com
  - Nocaut del Mes de marzo de 2020 vs. Drakkar Klose[49]
  - Nocaut del Mes de agosto de 2020 vs. Scott Holtzman[50]
- Respect in the Cage
  - Campeonato de Peso Ligero de RITC (Una vez)
    - Una defensa titular exitosa

### Jiu-jitsu brasileño
- Brazilian jiu-jitsu[51]
  - Campeón Mundial de No Gi (2010 marrón, 2009 morado absoluto, 2008 azul)
  - Campeonato Mundial de No Gi (2010 marrón absoluto)
  - Campeonato de Panamericano (2009 azul)
  - Segundo Lugar del Campeonato Mundial (2012 marrón, 2010 morado, 2009 azul)
  - Segundo Lugar del Campeonato Panamericano (2010 marrón en división y absoluto)
  - Tercer Lugar del Campeonato Mundial (2009 azul absoluto)
  - Tercer Lugar del Campeonato Mundial de No Gi (2009 morado)
  - Tercer Lugar del Campeonato Panamericano (2011 marrón)

## Récord en artes marciales mixtas
| Récord profesional | Récord profesional | Récord profesional |
| 30 peleas          | 23 victorias       | 6 derrotas         |
| ------------------ | ------------------ | ------------------ |
| Nocaut             | 5                  | 5                  |
| Sumisión           | 8                  | 1                  |
| Decisión           | 10                 | 0                  |
| Empates            | 1                  | 1                  |

| Resultado | Récord | Oponente              | Método                        | Evento                                       | Fecha                   | Ronda | Tiempo | Localización                  | Notas                  |
| --------- | ------ | --------------------- | ----------------------------- | -------------------------------------------- | ----------------------- | ----- | ------ | ----------------------------- | ---------------------- |
| Victoria  | 23-6-1 | Renato Moicano        | Decisión (unánime)            | UFC 317                                      | 28 de junio de 2025     | 3     | 5:00   | Las Vegas, Nevada             |                        |
| Derrota   | 22–6–1 | Arman Tsarukyan       | KO (rodillazo y golpes)       | UFC on ESPN: Dariush vs. Tsarukyan           | 2 de diciembre de 2023  | 1     | 1:04   | Houston, Texas                |                        |
| Derrota   | 22–5–1 | Charles Oliveira      | TKO (golpes)                  | UFC 289                                      | 10 de junio de 2023     | 1     | 4:10   | Vancouver, Columbia Británica |                        |
| Victoria  | 22–4–1 | Mateusz Gamrot        | Decisión (unánime)            | UFC 280                                      | 22 de octubre de 2022   | 3     | 5:00   | Abu Dhabi                     |                        |
| Victoria  | 21–4–1 | Tony Ferguson         | Decisión (unánime)            | UFC 262                                      | 15 de mayo de 2021      | 3     | 5:00   | Houston, Texas                |                        |
| Victoria  | 20–4–1 | Carlos Diego Ferreira | Decisión (dividida)           | UFC Fight Night: Overeem vs. Volkov          | 7 de febrero de 2021    | 3     | 5:00   | Las Vegas, Nevada             | Actuación de la Noche. |
| Victoria  | 19–4–1 | Scott Holtzman        | TKO (codo giratorio)          | UFC Fight Night: Lewis vs Oleinik            | 8 de agosto de 2020     | 1     | 4:36   | Las Vegas, Nevada             |                        |
| Victoria  | 18–4–1 | Drakkar Klose         | KO (golpe)                    | UFC 248                                      | 7 de marzo de 2020      | 2     | 1:00   | Las Vegas, Nevada             | Actuación de la Noche. |
| Victoria  | 17–4–1 | Frank Camacho         | Sumisión (rear-naked choke)   | UFC Fight Night: Maia vs. Askren             | 26 de octubre de 2019   | 1     | 2:02   | Singapur                      | Actuación de la Noche. |
| Victoria  | 16–4–1 | Drew Dober            | Sumisión (armbar)             | UFC Fight Night: Lewis vs. dos Santos        | 9 de marzo de 2019      | 2     | 4:41   | Wichita, Kansas               | Actuación de la Noche. |
| Victoria  | 15–4–1 | Thiago Moises         | Decisión (unánime)            | UFC Fight Night: Korean Zombie vs. Rodríguez | 10 de noviembre de 2018 | 3     | 5:00   | Denver, Colorado              |                        |
| Derrota   | 14–4–1 | Alexander Hernandez   | KO (golpe)                    | UFC 222                                      | 3 de marzo de 2018      | 1     | 0:42   | Las Vegas, Nevada             |                        |
| Empate    | 14–3–1 | Evan Dunham           | Empate (mayoritario)          | UFC 216                                      | 7 de octubre de 2017    | 3     | 5:00   | Paradise, Nevada              |                        |
| Derrota   | 14–3   | Edson Barboza         | KO (rodillazo volador)        | UFC Fight Night: Belfort vs. Gastelum        | 11 de marzo de 2017     | 2     | 3:35   | Fortaleza                     |                        |
| Victoria  | 14–2   | Rashid Magomedov      | Decisión (unánime)            | UFC Fight Night: dos Anjos vs. Ferguson      | 5 de noviembre de 2016  | 3     | 5:00   | Ciudad de México              |                        |
| Victoria  | 13-2   | James Vick            | KO (golpes)                   | UFC 199                                      | 4 de junio de 2016      | 1     | 4:16   | Inglewood, California         |                        |
| Derrota   | 12–2   | Michael Chiesa        | Sumisión (rear naked choke)   | UFC on Fox: Teixeira vs. Evans               | 16 de abril de 2016     | 2     | 1:20   | Tampa, Florida                |                        |
| Victoria  | 12–1   | Michael Johnson       | Decisión (dividida)           | UFC Fight Night: Teixeira vs. St. Preux      | 8 de agosto de 2015     | 3     | 5:00   | Nashville, Tennessee          |                        |
| Victoria  | 11–1   | Jim Miller            | Decisión (unánime)            | UFC on Fox: Machida vs. Rockhold             | 18 de abril de 2015     | 3     | 5:00   | Newark, New Jersey            |                        |
| Victoria  | 10–1   | Daron Cruickshank     | Sumisión (rear naked choke)   | UFC 185                                      | 14 de marzo de 2015     | 2     | 2:48   | Dallas, Texas                 | Actuación de la noche. |
| Victoria  | 9–1    | Carlos Diego Ferreira | Decisión (unánime)            | UFC 179                                      | 25 de octubre de 2014   | 3     | 5:00   | Río de Janeiro                |                        |
| Victoria  | 8–1    | Tony Martin           | Sumisión (arm triangle choke) | UFC Fight Night: Henderson vs. dos Anjos     | 23 de agosto de 2014    | 2     | 3:38   | Tulsa, Oklahoma               |                        |
| Derrota   | 7–1    | Ramsey Nijem          | TKO (golpes)                  | UFC Fight Night: Nogueira vs. Nelson         | 11 de abril de 2014     | 1     | 4:20   | Abu Dhabi                     |                        |
| Victoria  | 7–0    | Charlie Brenneman     | Sumisión (rear naked choke)   | UFC Fight Night: Rockhold vs. Philippou      | 14 de enero de 2014     | 1     | 1:45   | Duluth, Georgia               |                        |
| Victoria  | 6–0    | Jason Meaders         | KO (golpe)                    | Respect in the Cage                          | 4 de mayo de 2013       | 2     | 4:03   | Pomona, California            |                        |
| Victoria  | 5–0    | Trace Gray            | Sumisión (armbar)             | Respect in the Cage                          | 19 de enero de 2013     | 1     | 0:36   | Pomona, California            |                        |
| Victoria  | 4–0    | Gilberto dos Santos   | TKO (parada médica)           | High Fight Rock 2                            | 27 de octubre de 2012   | 1     | 4:03   | Goiânia                       |                        |
| Victoria  | 3–0    | Dominic Gutierrez     | Sumisión (rear naked choke)   | Samurai Pro Sports                           | 21 de octubre de 2011   | 1     | 1:16   | Culver City, California       |                        |
| Victoria  | 2–0    | Vance Bejarano        | Sumisión (rear naked choke)   | Respect in the Cage                          | 9 de octubre de 2010    | 1     | N/A    | Pomona, California            |                        |
| Victoria  | 1–0    | Jordan Betts          | Decisión (dividida)           | Respect in the Cage 2                        | 20 de noviembre de 2009 | 3     | 5:00   | Pomona, California            |                        |